# Националистические движения, общественные организации и партии Украины
Националистические движения, общественные организации и партии Украины— неполный список националистических движений, общественных организаций и партий Украины.

## А
- Альянс патриотических Сил — координационный союз ряда украинских националистических организаций[1][2].

## Б
- Белый молот[укр.] — украинская праворадикальная группировка действовавшая в 2013—2014 гг., одна из основателей Правого Сектора.
- Братство — украинская общественная организация, с 5 августа 2004 года политическая партия, созданная Дмитрием Корчинским.
- Братство Тарасовцев — тайная организация представителей украинского национального активизма. Основано летом 1891 года (по некоторым данным, в 1892 году)[3].

## К
- Карпатская Сеч[укр.] — украинская военизированная националистическая организация.
- Конгресс Украинских Националистов — украинская политическая партия.

## Л
- Лига украинских националистов — украинская националистическая организация, действовавшая в 1925—1929 гг., одна из основателей Организации украинских националистов (ОУН)[4].

## Н
- Народный Фронт Полтавщины — праворадикальная украинская националистическая организация, созданная в 2011 году[5].
- Национальный корпус — украинская националистическая партия созданая в 2016 году

## О
- Организация украинских националистов — украинская националистическая ультраправая политическая организация. Созданная 3 февраля 1929 года в результате объединения нескольких радикальных националистических организаций[6].

## П
- «Патриот Украины» — украинская военизированная неонацистская праворадикальная организация, зарегистрирована в Харькове в 2006 году.
- Правый сектор — неформальное объединение активистов ряда украинских националистических праворадикальных организаций. Сформировался в ходе протестных акций в Киеве 2013-2014 году. С 22 марта 2014 года партия.

## С
- Свобода — украинская политическая партия.
- С14 — украинская праворадикальная группировка.
- СНА — украинское националистическое движение[7]. Создано на основе общественной организации Патриот Украины 8 ноября 2008 года.

## Т
- ВО «Тризуб» им. Степана Бандеры — праворадикальная украинская националистическая организация. Датой создания организации считается 14 октября 1993 года[8].

## У
- Украинский национальный союз — украинское военизированная общественная организация, созданная в Харькове в 2009 году[9].
- УНСО — украинское военизированная общественная организация. Была создана бывшими военнослужащими советской армии в 1991 году.
- Украинская войсковая организация — нелегальная организация националистической направленности, была создана бывшими офицерами УГА и УСС на территории Чехословакии в 1920 году[10][11].

## Ф
- ВПО Фрайкор — украинская военизированая общественная организация созданая в Харькове в 2017 году.